# فیض کاریزی
فیض کاریزی (زادهٔ ۱ ژانویهٔ ۱۹۵۳ در کابل) یک خواننده و موسیقی‌دان اهل افغانستان است. او از مشهورترین موسیقی‌دان‌های افغانستان در سبک موسیقی فولکلور است، به‌طوری‌که به او لقب «پادشاه موسیقی فولکور افغانستان» را داده‌اند.